# Torqueola hypolampra
Torqueola hypolampra is een vlinder van de familie van de grasmotten (Crambidae). De wetenschappelijke naam van deze soort is voor het eerst voorgesteld door Alfred Jefferis Turner in een publicatie uit 1915.
De soort komt voor in Australië (Queensland).